# Kourion
Kourion (på  grekiska Κούριον och på latin Curium) är en fornlämning på Cypern. Den ligger på den södra delen av Cypern, inom det suveräna brittiska basområdet Akrotiri.
Kourion var ett viktigt urbant centrum under antiken. Det blev en permanent bosättning under 13:e århundradet f.Kr när mykenska kolonisatörer etablerade sig där. Platsen blomstrade även under ptoleméerna och nådde sin största betydelse under romersk tid.
Kourion ligger 72 meter över havet. Runt Kourion är det ganska tätbefolkat, med 248 invånare per kvadratkilometer. Närmaste större samhälle är Akrotiri, 9 km sydost om Kourion, och Limassol, 13 km österut. Trakten runt Kourion består till största delen av jordbruksmark.

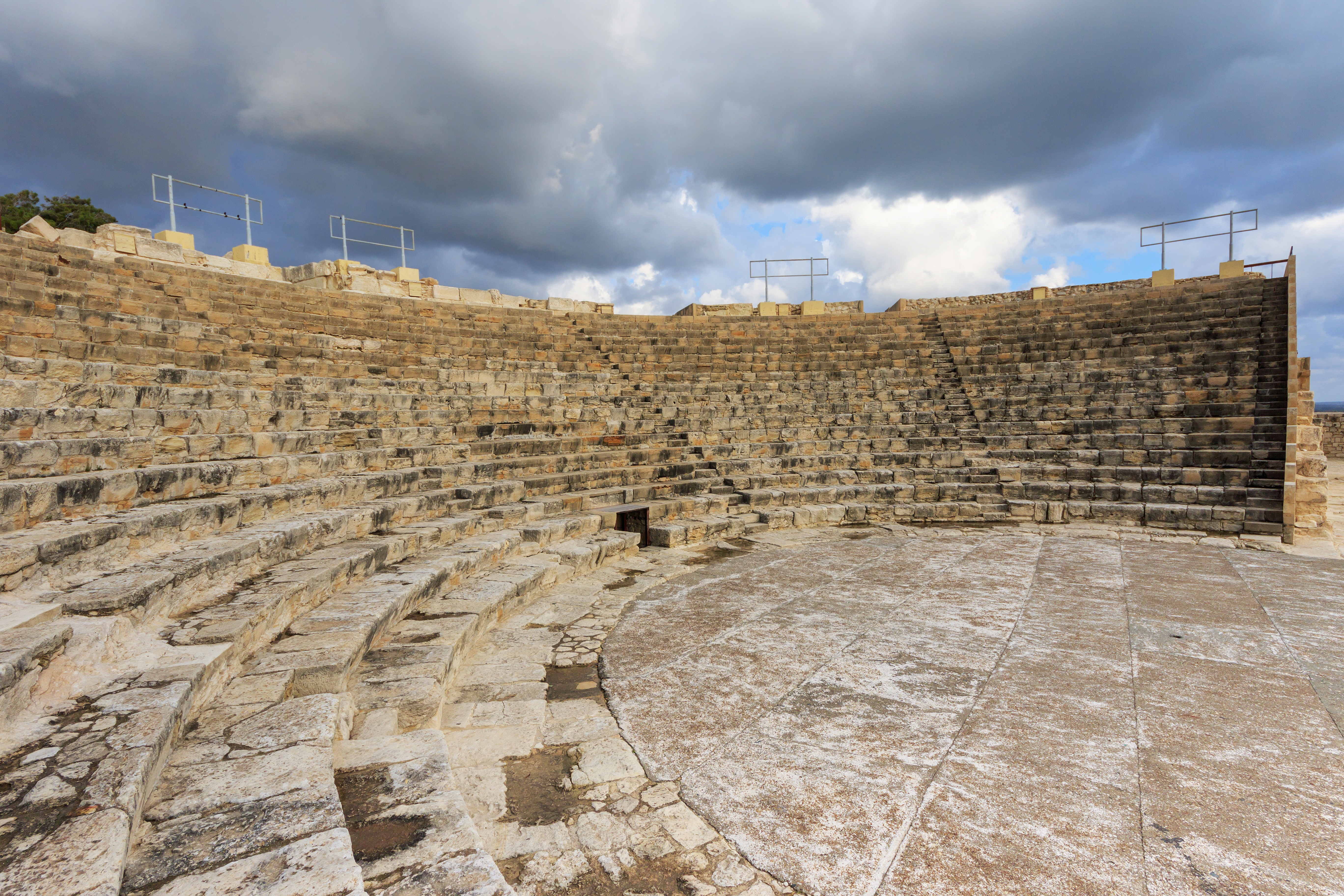
Amfiteater
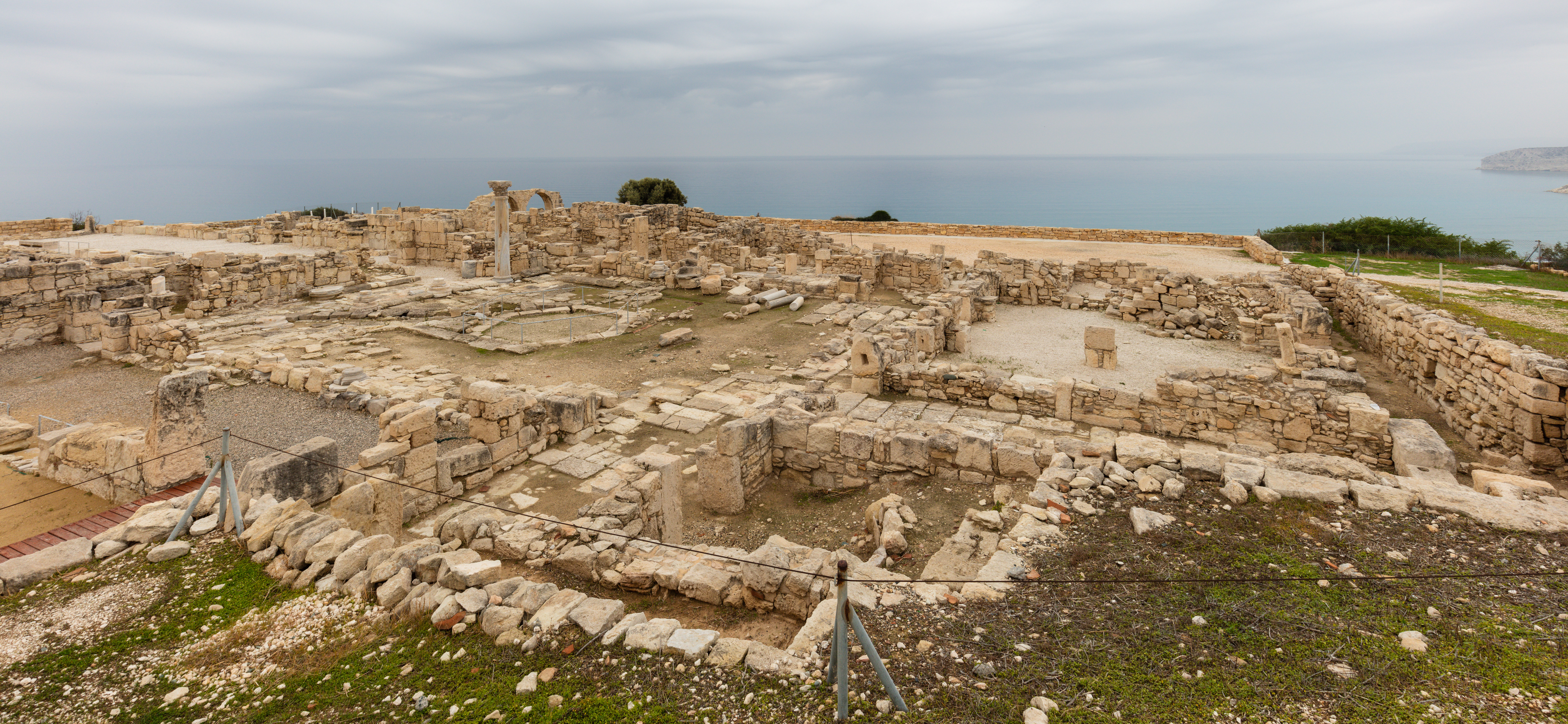
Delar av basilikan